# Borre Sømose
Borre Sømose ved Borre på Møn er en tidligere fjord, som i dag er en mose. I ældre stenalder så Danmark helt anderledes ud end i dag. Dengang stod vandstanden højere, hvilket betød, at dybe fjorde skar sig ind i landet, således også ved Borre, hvor den tidligere fjord fremstår markant i landskabet. Fra fjorden kendes talrige bopladser fra Kongemosekultur og Ertebøllekultur. Bopladserne ligger ved kanterne af den tidligere fjord og på små holme og øer ude i fjorden. Ertebøllebopladserne er i dag især synlige, idet mange af dem er pløjet op.
Sydsjællands Museum udgravede i 1990'erne på flere bopladser kaldet Ålebæk I-III. Bopladserne var fra sen Kongemosekultur og tidlig Ertebøllekultur. Udgravningen viste at der findes et stort forskningspotentiale i den tidligere fjord, idet flere af disse havde velbevarede kulturlag.
|  | Denne artikel om lokaliteten Borre Sømose kan blive bedre, hvis der indsættes et (bedre) billede. Du kan hjælpe ved at afsøge Wikimedia Commons for et passende billede eller lægge et op på Wikimedia Commons med en af de tilladte licenser og indsætte det i artiklen. |

55°0′1.57″N 12°27′18.84″Ø / 55.0004361°N 12.4552333°Ø